# Сага о Торстейне Белом
«Сага о Торстейне Белом» (исл. Þorsteins saga hvita) — одна из «саг об исландцах», относящаяся к циклу саг восточной четверти и записанная в XIII веке.

## Сюжет
Действие саги происходит в первой половине X века. В центре повествования судьба хёвдинга Торгильса, сына Торстейна Белого. Брат его жены Эйнар, которого сага изображает как отрицательного персонажа, нанёс серьёзную обиду своему побратиму Торстейну Красивому и отказался возместить её, за что и был убит. Торгильс с самого начала понимает неправоту своего родича, но всё же оказывается вынужден мстить за него. В бою с братьями Торстейна Торгильс погибает. На тинге Торстейна Красивого объявляют вне закона, спустя пять лет он возвращается в Исландию и мирится с Торстейном Белым, к тому времени слепым стариком. Готовность этих двух людей положить конец кровавой распре несмотря на понесённые в ней утраты вызывает явное одобрение у автора саги.
Действие «Саги о Торстейне Белом» разворачивается до начала «Века саг», причём в регионе, о котором сохранилось меньше всего известий, — в Восточной Исландии. Ряд эпизодов саги дополняет соответствующие главы «Книги о заселении Исландии». При этом «Сага о Торстейне Белом» не дублирует события, описанные в «Саге о Людях из Оружейного фьорда», главный герой которой, Шип-Хельги, является сыном Торгильса сына Торстейна. Возможно, эта небольшая сага была написана как добавление к первым главам «Саги о Людях из Оружейного фьорда».

## История текста
Существуют разные гипотезы о времени написания «Саги о Торстейне Белом». Финнюр Йоунссон причисляет её к самым ранним «сагам об исландцах» (примерно 1200 год), Йоун Йоуханнессон предполагает, что она могла быть записана не ранее конца XIII века. Текст саги сохранился в составе двух рукописей XVII века и был впервые издан в 1848 году в Копенгагене. Позже сагу переводили на английский, датский, немецкий и русский языки.
Исследователи отмечают, что автор «Саги о Торстейне Белом» показал себя неплохим рассказчиком: сага имеет стройную композицию, прямая речь и традиционные жанровые клише используются умело и к месту.

## Публикация на русском языке
- Сага о Торстейне Белом. Перевод А. В. Циммерлинга // Исландские саги. М.: Языки славянской культуры, 2000. С.244—253.